# اچ‌ام‌اس آپولو (اف۷۰)
اچ‌ام‌اس آپولو (اف۷۰) (به انگلیسی: HMS Apollo (F70)) یک کشتی بود که طول آن ۳۷۲ فوت (۱۱۳ متر) بود. این کشتی در سال ۱۹۷۰ ساخته شد.